# Famille royale Atangana
 (mars 2023).
 (avril 2023).
Si vous disposez d'ouvrages ou d'articles de référence ou si vous connaissez des sites web de qualité traitant du thème abordé ici, merci de compléter l'article en donnant les références utiles à sa vérifiabilité et en les liant à la section « Notes et références ».
La famille royale Atangana est une famille chrétienne d'origine camerounaise, première famille bourgeoise du pays. Elle est essaimée aux quatre coins du monde avec ses membres aujourd'hui qui se retrouvent avec diverses nationalités.

## Histoire

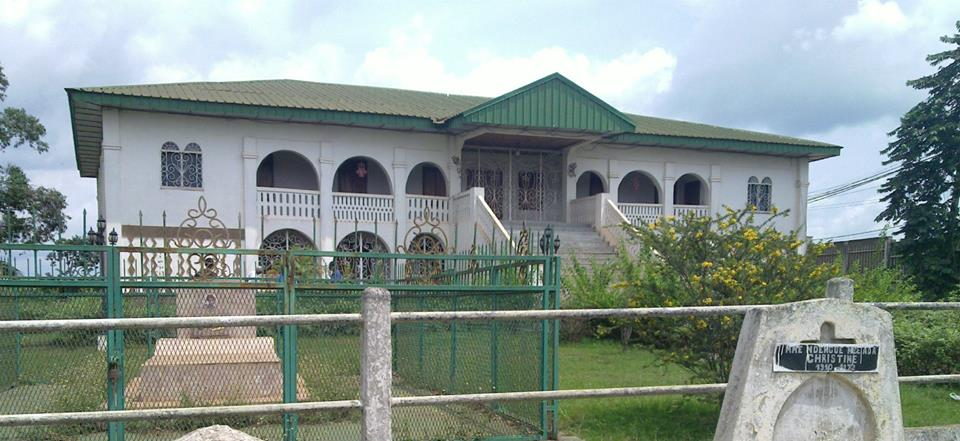
Premier palais royal au Cameroun, appartenant à la famille Atangana.

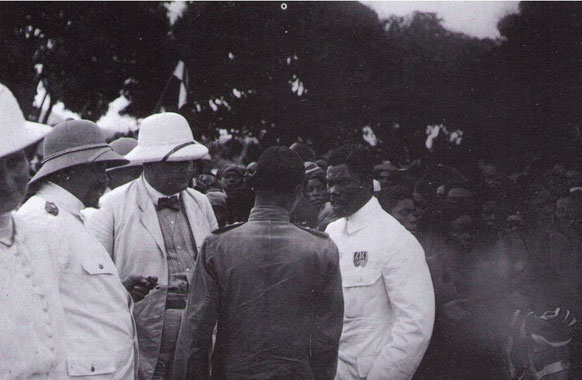
Roi Charles Atangana Ier (à droite) lors d’une rencontre avec les Allemands.

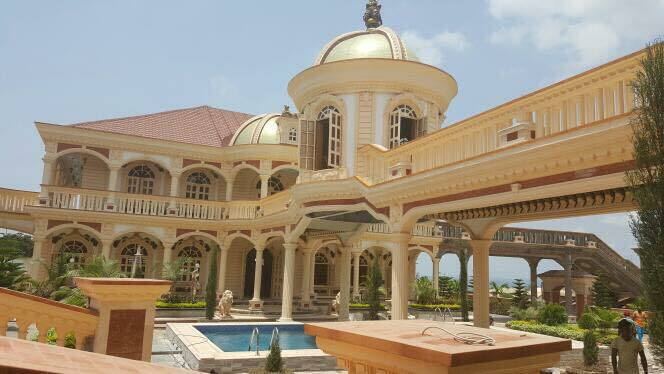
Un des 5 pôles de la nouvelle demeure de la famille royale Atangana.

### XVIIIeetXIXesiècles
La famille voit le jour à la fin du XVIIIe siècle, notamment avec Atangana Essomba qui était le premier roi des Ewondo-Bané-Bétis, il régnait sur l'entièreté du centre et en minorité dans les régions du sud et de l'Est du Cameroun, il avait pour épouse Ndongo Edoa judith qui quant a elle faisait partie d'une grande famille de négociants durant la période de l'esclavage.
Ils eurent 11 enfants au total dont l'un des plus connus et le plus réputé pour ses prouesses, ses capacités et ses connaissances en matière de pédagogie et de relationnel, Charles Atangana. À ses 6 ans (1889), son père mourut de cause inconnue ce qui le fit aller vivre avec son oncle Atangana Essomba Ngo Tí qui était le marquis de Mvôlye, mais à la suite de l'arrestation du marquis, son oncle le confia au major Hans Dominik des troupes allemandes. Le major le plaça entre les mains de pallotins religieux dans la station balnéaire de Kribi. Il fut baptisé par des religieux catholiques le 31 octobre 1897 sous le nom de Karl-Otto-Friedrich Mathias. Il apprend l'art de devenir infirmier et était l'interprète officiel des allemands. En 1901 il épousa Marie Biloa. Vu comme le symbole du noir « évolué » pour les colons, il s'enrichit en créant des boutiques, des ateliers, des plantations modèles en utilisant la spéculation foncière et milite avec zèle pour la christianisation et dites modernisation du pays. 

### XXesiècle
En 1911, il est nommé par les Allemands en tant que président du tribunal de première instance et se voit attribuer le statut de roi que détenait son père et il se fit élire maire de la capitale. En 1912, il part pour une année à l'université d'Hambourg en Allemagne pour y transcrire l'enseignement de l'Ewondo et un recueil de traditions. À son retour il fit construire le premier palais royal camerounais portant le nom de « palais Charles Atangana » ce palais dépassait tout entendement pour l'époque avec une superficie qui était de 800 m2, comptant 20 pièces et étant sur deux niveaux et voyant sa toiture se séparer en neuf parties sans oublier le sous sol. À la suite de la Seconde Guerre mondiale qui s'était produite, les Allemands furent renversés et les Français prirent leur place. À la fin de la construction de son palais, il ordonna la construction d'infrastructures telles que des briqueteries, des usines et des boutiques qui devraient contribuer au développement du pays.
En 1938, son épouse décéda et il se remaria le 6 juin 1940 avec Juliana NGO Noa fille d'armateur. Ils eurent deux enfants, Marie-Thérèse Atangana et René Grégoire Atangana. Malheureusement, la santé du roi Charles Atangana se dégrada de plus belle et il finit par mourir le 1er septembre 1943 en laissant derrière lui une fortune et un patrimoine colossale aujourd'hui estimé à plus de 500 milliards de FCFA.
Portants le nom du roi et avant des titres (tel que prince et princesse) issus de la royauté en plus de la notoriété, toutes les portes leur étaient ouvertes, la princesse étudia dans les meilleures écoles privés du Cameroun et suivra un cursus universitaire à Oxford. Elle épousa un financier du nom d'Assiga qui en peu de temps est devenu un haut responsable de la banque des État de l'Afrique centrale (BEAC). Ils eurent quatre enfants, Martin Yves Assiga Ahanda, chirurgien et aujourd'hui député RDPC du Mfoundi à l'Assemblée nationale et président de la fédération camerounaise de golf, Henriette Assiga Ahanda, Charles II Assiga Ahanda qui lui décida de porter également le nom de naissance de sa mère et Amanda Assiga Ahanda et une multitude de petits et arrières petits enfants.
Nous trouverons Sabine Atangana, Vanessa Atangana, Pacho Atangana, Eli Atangana, Landry Atangana, Rodrique Atangana, Vianney. Atangana pour les petits enfants et par la suite Léa Atangana, Maxance. L Atangana, Lukas Atangana, Danielle Atangana, Baptiste Atangana, Christina Atangana, Mélisse Atangana, Thim Atangana, Eliysha Atangana et Gauthier et Achille Atangana pour les arrières petits enfants.
Marie-Thérèse travailla quelques années dans le département des sciences à l'université de Yaoundé et était reconnue comme une chimiste et une écrivaine aux compétences épatantes. À la suite de cela elle s'installa en RDC avec son mari et elle y publia en 1978 Sociétés africaines et High Society. Ils retournèrent s'installer au Cameroun et elle fut élue député à l'assemblée Nationale du Cameroun, de 1983 à 1988. Après son mandat, elle se vit prendre le rôle que détenait son père car le peuple ne jugeait pas son frère capable, durant les années 1990, elle se vit avoir le titre de reine et entama les travaux de restauration du palais royal peu après son incendie, les travaux étaient quant à eux estimés à plus de 150 millions de FCFA à la Suite de graves problèmes de maladies persistants depuis 5 ans, à la fin des rénovations du palais elle y rendit l'âme.
La famille royale Atangana a réussie à garder autant d'influence, de reconnaissance et de son patrimoine grâce aux infrastructures créées par le roi Charles Atangana Ier qui ont su perdurer et générer des revenues importants que ses membres ont pu gérer et fluctuer en investissant que ce soit dans l'immobilier international notamment dans des pas européens tels que la France, l'Allemagne, l'Espagne, la Belgique, les Pays-Bas le Royaume-Uni et la suisse ou encore aux États-Unis et dans beaucoup d'autres pays africains tels que le Sénégal, la Côte d'Ivoire, Madagascar, l'Égypte, le Maroc ou encore la république démocratique du Congo. Les investissements dans l'agroalimentaire avec le cacao, le riz ou encore le thé ont été lucratifs pour la famille royale sans oublier le fait que se marier entre personnes de la haute sphère africaine facilite les choses, et nous avons tout récemment les investissements de la famille royale dans les cryptomonnaies, investissements proposés par celui qui a redoré le blason familial, Charles II Atangana, non seulement le roi actuel des Ewondo-bané-béti et grand homme d'affaires ayant étudié à Princeton. Décide d'acheter des actions dans des entreprises tels que Total, Apple, MTN, camtel et congelcam, Voyant l'expansion de la bourse mondiale, il décide lui aussi de mettre en bourse toutes les entreprises familiales, petites ou grandes qui se comptent par dizaines à travers le globe, raison pour laquelle la famille s'est dispersée aux quatre coins du monde, que ce soit en Europe, en Asie, en Amérique ou en Afrique, la famille royale se positionne partout et à tous les fronts.
Au vu de l'accroissement de la famille royale, le roi Charles Atangana II décida de délaisser le palais initial pour s'installer dans sa nouvelle demeure qui quant à elle appartenait à Antoine-Félix Samba et l'acquisition de ce bien s'est fait pour la somme de 35 milliards de FCFA[réf. nécessaire].